# موسسه علمی تامسون
موسسه علمی تامسون یکی از پنج (بعد ها شِش) واحد استراتژیک تجاری شرکت سهامی تامسون (شروع فعالیت از سال ۲۰۰۷ میلادی) بعد از جدا شدن از ((موسسه علمی و مراقبت سلامت تامسون)) بود. به دنبال ادغام تامسون با گروه رویترز و تشکیل تامسون رویترز در سال ۲۰۰۸ ، این موسسه به واحد تجاری ((علمی)) شرکت جدید بدل شد. در سال ۲۰۰۹ ، این واحد با بخش مراقبت سلامتی تامسون رویترز گرد هم آمد تا بخش ((سلامت و علم)) را تشکیل دهد. تجارت مراقبت از سلامتی در سال ۲۰۱۲ فروخته و به((تحلیل سلامت ترووِن))  تبدیل شد. واحد علوم تامسون رویترز خدمات اطلاعاتی برای آکادمی ها ، بیزنس ها و جوامع تحقیق و توسعه ارائه می‌دهد. دفاتر مرکزی این موسسه در فیلادلفیا،لندن،سنگاپور و توکیو با حدود ۲۴۰۰ کارمند در بیش از ۲۰ کشور جهان قرار دارد. محصولات آن عبارتند از: Aureka، Delphion، Cortellis، Derwent World Patents Index (DWPI)، EndNote ، Horizon Global، Horizon Sourcing، IDdb، IDRAC، خدمات مدیریت IP، ISI Web of Knowledge ، MicroPatent PatentWeb، Techstreet Industry Standards، ThomsonGoPharma، IDDBe. ، راهکارهای نظارتی تامسون، و وب آو ساینس .
در اواخر سال 2011، تامسون رویترز ساختار سازماندهی جدیدی را اعلام کرد که یکی از بخش‌های آن مالکیت معنوی و علم بود. این واحد علمی تامسون رویترز (معروف به واحد IP & Science) در سال 2016 به قیمت 3.5 میلیارد دلار به Onex و Baring Private Equity Asia فروخته شد. شرکت تازه استقلال یافته ، Clarivate Analytics نام گرفت.